# Campionati italiani di duathlon sprint del 2013
I Campionati italiani di duathlon sprint del 2013 (VI edizione) sono stati organizzati dalla Federazione Italiana Triathlon e si sono tenuti a Romano di Lombardia in Lombardia, in data 24 marzo 2013.
Tra gli uomini ha vinto Matthias Steinwandter  (Alta Pusteria), mentre la gara femminile è andata a Alice Betto (Raschiani Tri Pavese).

## Risultati

### Élite uomini
| Pos. | Atleta                | Società sportiva       | Corsa    | Bici     | Corsa    | Totale   |
| ---- | --------------------- | ---------------------- | -------- | -------- | -------- | -------- |
|      | Matthias Steinwandter | Alta Pusteria          | 00:14:21 | 00:32:36 | 00:07:33 | 00:55:23 |
|      | Daniel Hofer          | Carabinieri            | 00:14:22 | 00:32:36 | 00:07:37 | 00:55:28 |
|      | Alex Ascenzi          | Fiamme Azzurre         | 00:14:20 | 00:32:34 | 00:07:42 | 00:55:33 |
| 4    | Delian Dimko Stateff  | Minerva Roma           | 00:15:01 | 00:31:54 | 00:07:48 | 00:55:55 |
| 5    | Alessio Picco         | T.D. Rimini            | 00:14:47 | 00:32:08 | 00:08:07 | 00:55:57 |
| 6    | Davide Uccellari      | Fiamme Azzurre         | 00:14:22 | 00:32:34 | 00:08:04 | 00:56:00 |
| 7    | Giulio Molinari       | Carabinieri            | 00:15:05 | 00:31:50 | 00:07:59 | 00:56:02 |
| 8    | Mattia Ceccarelli     | T.D. Rimini            | 00:15:19 | 00:31:43 | 00:07:56 | 00:56:02 |
| 9    | Massimo De Ponti      | Carabinieri            | 00:14:22 | 00:32:44 | 00:07:56 | 00:56:06 |
| 10   | Stefano Intagliata    | Peperoncino Team       | 00:15:05 | 00:31:53 | 00:07:58 | 00:56:08 |
| 11   | Michele Insalata      | Nadir on the Road      | 00:15:04 | 00:31:54 | 00:08:02 | 00:56:10 |
| 12   | Lorenzo Ciuti         | Minerva Roma           | 00:15:00 | 00:31:54 | 00:08:08 | 00:56:19 |
| 13   | Fabrizio Baralla      | Triathlon Team Sassari | 00:15:18 | 00:31:43 | 00:08:11 | 00:56:22 |
| 14   | Gabriele Rolla        | Peperoncino Team       | 00:15:05 | 00:31:54 | 00:08:12 | 00:56:25 |
| 15   | Dario Chitti          | CUS Parma Medel        | 00:14:51 | 00:32:00 | 00:08:36 | 00:56:29 |
| 16   | Bruno Pasqualini      | Torino Triathlon       | 00:15:13 | 00:31:42 | 00:08:28 | 00:56:31 |
| 17   | Alberto Della Pasqua  | T.D. Rimini            | 00:14:47 | 00:31:56 | 00:08:21 | 00:56:34 |
| 18   | Maurizio Brassini     | Trisports.it Team      | 00:15:10 | 00:31:47 | 00:08:37 | 00:56:38 |
| 19   | Fabio Villari         | T.D. Rimini            | 00:14:21 | 00:32:33 | 00:08:45 | 00:57:08 |
| 20   | Manuel Biagiotti      | Friesian Team          | 00:15:06 | 00:31:48 | 00:08:20 | 00:57:20 |

### Élite donne
| Pos. | Atleta              | Società sportiva             | Corsa    | Bici     | Corsa    | Totale   |
| ---- | ------------------- | ---------------------------- | -------- | -------- | -------- | -------- |
|      | Alice Betto         | Raschiani Tri Pavese         | 00:16:22 | 00:35:26 | 00:09:00 | 01:02:00 |
|      | Elena Maria Petrini | Minerva Roma                 | 00:16:48 | 00:37:21 | 00:08:38 | 01:03:58 |
|      | Angelica Olmo       | Pianeta Acqua                | 00:16:59 | 00:37:07 | 00:08:56 | 01:04:06 |
| 4    | Charlotte Bonin     | Fiamme Azzurre               | 00:16:48 | 00:37:19 | 00:08:48 | 01:04:17 |
| 5    | Giorgia Priarone    | T.D. Rimini                  | 00:16:59 | 00:37:06 | 00:08:59 | 01:04:18 |
| 6    | Daniela Chmet       | Fiamme Oro                   | 00:16:48 | 00:37:25 | 00:08:53 | 01:04:22 |
| 7    | Sara Dossena        | Triathlon Cremona Stradivari | 00:16:22 | 00:37:40 | 00:08:57 | 01:04:26 |
| 8    | Giulia Sforza       | Atletica Bellinzago          | 00:18:21 | 00:37:34 | 00:09:26 | 01:06:29 |
| 9    | Federica Parodi     | Virtus                       | 00:18:01 | 00:38:01 | 00:09:25 | 01:06:33 |
| 10   | Veronica Signorini  | Triathlon Cremona Stradivari | 00:18:17 | 00:37:36 | 00:09:37 | 01:06:44 |
| 11   | Gaia Peron          | Fiamme Oro                   | 00:17:30 | 00:38:36 | 00:09:33 | 01:06:51 |
| 12   | Elisa Battistoni    | 707 Triathlon Team           | 00:17:50 | 00:38:09 | 00:09:41 | 01:07:05 |
| 13   | Ilaria Fioravanti   | Minerva Roma                 | 00:18:20 | 00:38:55 | 00:09:27 | 01:07:57 |
| 14   | Myriam Grassi       | Peperoncino Team             | 00:18:20 | 00:38:48 | 00:09:43 | 01:08:11 |
| 15   | Chiara Ingletto     | Firenze Triathlon            | 00:18:15 | 00:39:00 | 00:09:44 | 01:08:19 |
| 16   | Lavinia Arpinelli   | Minerva Roma                 | 00:18:46 | 00:38:32 | 00:09:42 | 01:08:20 |
| 17   | Alice Capone        | Triathlon Team Sassari       | 00:17:30 | 00:38:06 | 00:10:32 | 01:08:22 |
| 18   | Maria Alfonsa Sella | T.D. Rimini                  | 00:18:05 | 00:37:51 | 00:10:17 | 01:08:32 |
| 19   | Elena Manzato       | Trisports.it Team            | 00:18:38 | 00:38:32 | 00:10:05 | 01:08:51 |
| 20   | Michela Pozzuoli    | Minerva Roma                 | 00:19:07 | 00:38:10 | 00:10:21 | 01:08:55 |